# Eix del món
L'eix del món és l'eix de rotació de l'esfera celeste i és paral·lel a l'eix de rotació de la Terra. Tal eix talla l'esfera celeste en dos punts, els pols celestes: el que es veu en l'hemisferi nord, per trobar-se per damunt de l'horitzó és el pol nord celeste; diametralment oposat a aquest i no visible per trobar-se per davall de l'horitzó està el pol sud. L'esfera celeste gira en 24 hores en la direcció est-oest.
El desplaçament dels pols, encara que lent, era conegut per Hiparc, i constitueix el fenomen de la precessió dels equinoccis. A causa de la xicoteta amplitud de tal desplaçament, en moltes aplicacions l'eix del món pot considerar-se com fix.